# Херпф
Херпф (нем. Herpf) — деревня в Германии, в земле Тюрингия, входит в район Шмалькальден-Майнинген в составе городского округа Майнинген.
Население составляет 858 человека (на 31 декабря 2023 года). Занимает площадь 18,08 км².

## История
Первое упоминание о поселении относится к 788 году.
1 декабря 2010 года, после проведённых реформ, Херпф вошёл в состав городского округа Майнинген.

## Галерея

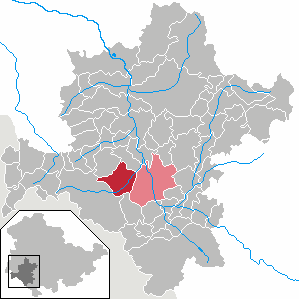
Херпф на карте округа и района
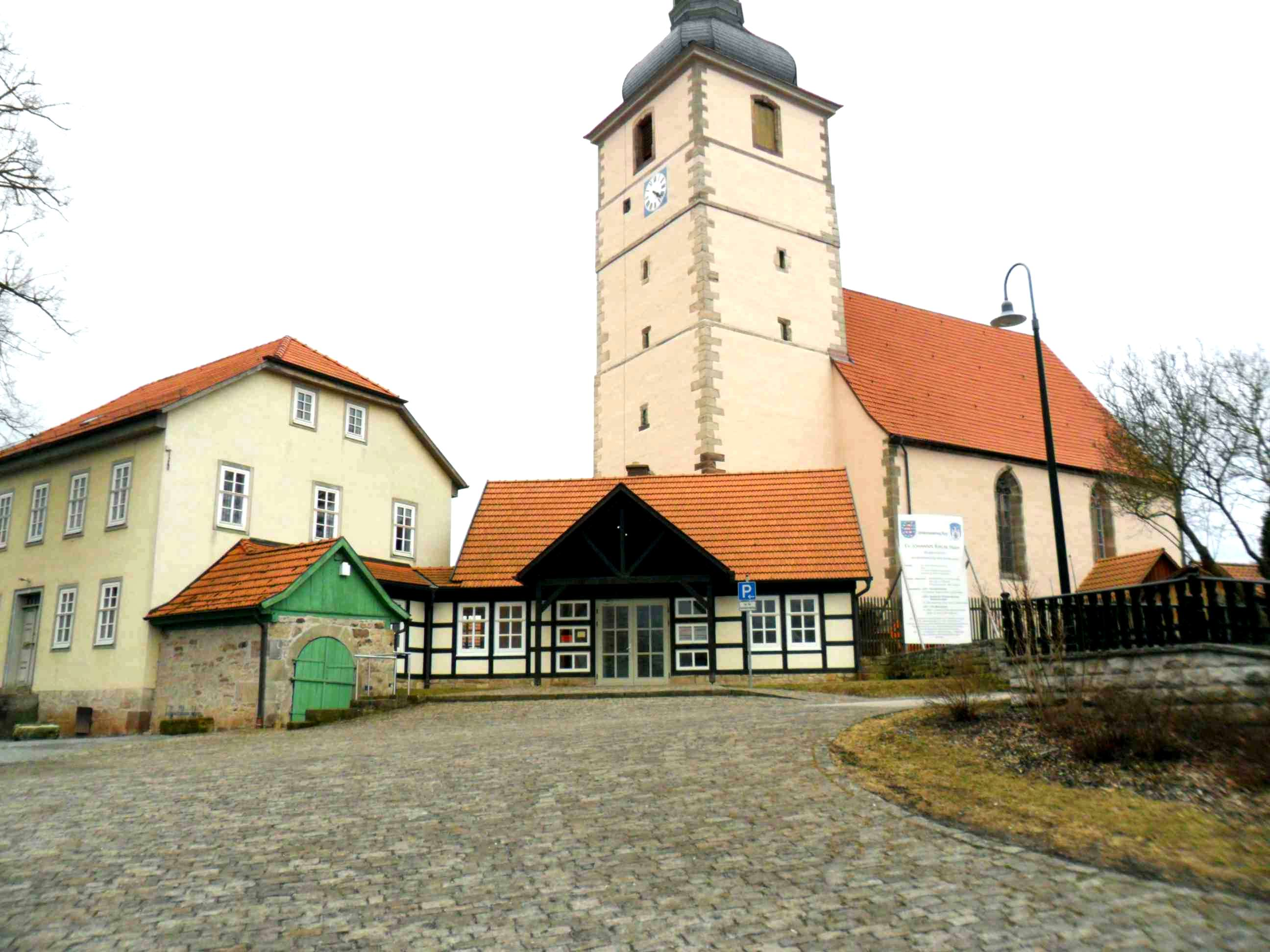
Церковь в Херпфе
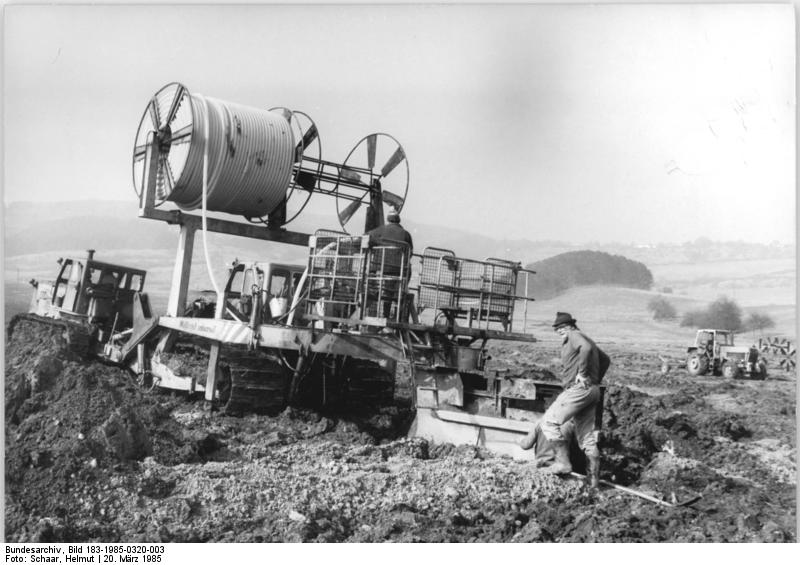
Мелиорация в Херпфе, 1985 год